# 漆世贵
漆世贵（1937年3月—），男，四川人，中华人民共和国政治人物，曾任上海市人民检察院副检察长，上海市人大常委会副主任。